# Englewood (New Jersey)
Englewood – miasto w Stanach Zjednoczonych, w stanie New Jersey, w hrabstwie Bergen.
W Englewood urodził się John Travolta, amerykański aktor.